# The Angels (amerikansk musikgrupp)
The Angels är en amerikansk tjejgrupp bildad 1961 i Orange, New Jersey. I början bestod gruppen av Linda Jansen och systrarna Barbara Allbut och Phyllys Allbut. Linda Jansen ersattes 1962 av Peggy Santiglia. De fick sin största hit i USA med My Boyfriend's Back 1963, men hade haft mindre hits innan, som till exempel  'Til och Cry Baby Cry. Efter My Boyfriend's Back blev det inga fler stora hits för gruppen. Gruppen har också spelat in skivor under namnet The Starlets.

## Medlemmar
Nuvarande medlemmar
- Barbara "Bibs" Allbut Brown (f. 24 september, 1940, i Orange, New Jersey)
- Phyllis "Jiggs" Allbut Sirico (f. 24 september, 1942, i Orange, New Jersey)
- Peggy Santiglia Davison (f. 4 maj, 1944, i Belleville, New Jersey)

## Diskografi
Album
- 1962 - ...And The Angels Sing
- 1963 - My Boyfriend's Back
- 1964 - A Halo to You
- 2008 - Love, The Angels

Singlar (som The Starlets)
- 1960 - P.S. I Love You
- 1960 - Romeo And Juliet

Singlar (som The Angels - i urval)
- 1961 - Till (#14 på Billboard Hot 100)
- 1962 - Cry Baby Cry (#38)
- 1962 - Everybody Loves a Lover (#103)
- 1963 - My Boyfriend's Back (#1, även #2 på Billboard R&B Singles Chart)
- 1963 - Cotton Fields (#119)
- 1963 - I Adore Him (#25, #13	på US R&B Charts)
- 1963 - Thank You and Goodnight (#84)
- 1964 - Wow Wow Wee (He's the Boy for Me) (#41)